# Thesidium hirtum
Thesidium hirtum är en sandelträdsväxtart som beskrevs av Otto Wilhelm Sonder. Thesidium hirtum ingår i släktet Thesidium och familjen sandelträdsväxter. Inga underarter finns listade i Catalogue of Life.